# Лози, Джакомо
Джа́комо Ло́зи (итал. Giacomo Losi; 10 сентября 1935, Сончино, Ломбардия — 4 февраля 2024, Рим) — итальянский футболист и футбольный тренер. Всю карьеру играл за «Рому», выступая на позиции защитника. Участник чемпионата мира 1962, всего за сборную Италии провёл 11 матчей. Обладатель Кубка ярмарок 1961 и двух Кубков Италии.

## Клубная карьера
Изначально выступал за команду клуба «Кремонезе», в которой провёл два сезона, приняв участие в 68 матчах чемпионата.
В 1954 попал в профессиональный футбол, перейдя в клуб «Рома», за который сыграл 15 сезонов. Большую часть времени, проведённого в составе «Ромы», был основным игроком защиты команды. Завершил профессиональную карьеру футболиста выступлениями за «Рому» в 1969 году.

## Выступления за сборные
Привлекался в состав молодёжной и второй сборных команд Италии. В каждой из этих команд провёл по две официальных игры.
В 1960 году дебютировал в официальных матчах в составе национальной сборной Италии. В течение карьеры в национальной команде, которая длилась три года, сыграл за «скуадра адзурра» 11 матчей. Участник чемпионата мира 1962 года в Чили.

## Карьера тренера
Начал тренерскую карьеру вскоре после завершения карьеры игрока, в 1972 году, возглавив тренерский штаб клуба «Туррис».
В дальнейшем возглавлял команды «Лечче», «Алессандрия», «Бари», «Банко ди Рома», «Пьяченца» и «Виртус Казарано».
Последним местом тренерской работы был клуб «Ночерино», команду которого Джакомо Лозе возглавлял в качестве главного тренера до 1983 года.

## Достижения
- Обладатель Кубка ярмарок: 1961
- Обладатель Кубка Италии: 1964, 1969